# Glenea submephisto
Glenea submephisto là một loài bọ cánh cứng trong họ Cerambycidae.